# Falso Azufre
A Falso Azufre egy rétegvulkán az Andokban, Argentína (Catamarca tartomány) és Chile (Atacama tartomány) határán, kb. 10 km-re észak-északnyugatra a San Francisco hágótól.
Az Andok vulkáni vonulatának részét képezi: tőle délkeletre található a 6016 m magas San Francisco vulkán valamint a Laguna Verde, északkeletre a Dos Conos és a Peinado. Dél fele több 6000 m-nél magasabb vulkáni csúcs követi: Nevado Inchuasi (6638 m), El Muerto (6488 m), Nevados Ojos del Salado (6868 m), Nacimientos (6669 m), Solo (6205 m) valamint a Nevado Tres Cruces (6749 m)
A vulkán kráterének átmérője 1 km, benne tó található. A modern történelem során nem jegyeztek fel kitörést.